# Seediq
Seediq (även sediq, seejiq, uttalas: [seˈʔediq], [səˈdiq], [səˈʔəɟiq]; kinesiska: 賽德克族; pinyin: Sàidékèzú) är ett taiwanesiskt ursprungsfolk som bor i bergsområdena i det centralt belägna länet Nantou och i det östliga länet Huali. Idag räknas ca 10 000 personer som seediq. Deras språk är också känt som seediq, och kan delas in i tre dialekter, truku, tgdaya och toda. De erkändes officiellt som Taiwans 14:e ursprungsfolk den 23 april 2008. Tidigare klassades seediq, tillsammans med det närbesläktade taroko (även truku, de talar även den dialekt av seediq som gett namn till dem), som atayal. Seediq är i sin tur uppdelade i flera undergrupper, delvis överensstämmande med de olika dialekter som finns.

## Kultur
Seediqs traditionella försörjning kommer från jordbruk och jakt. De odlade bland annat sötpotatis, taro och hirs. I modern tid har de gått över till ris. De vanligaste jaktbytena var vildsvin, flygekorrar och hjort ("Formosan samber deer") vilket de rökte eller rostade. Seediq är kända för sina ansiktstatueringar, huvudjakt och sitt vävarbete.

### Kläder
Textilier tillverkas av rami, så kallat kinagräs, och kännetecknas av sin röda färg. Traditionellt bar både män och kvinnor linnekappor. Vanligt förekommande manskläder inkluderar en vit långärmad lång topp med röda bandmönster. Kvinnornas kläder kännetecknas av den långärmade korta toppen med tunna röda ränder och en lång kjol i ett stycke. Efter den japanska koloniseringen på 1900-talet blev tryckt bomullstyg populärt. Den långa toppen är huvudsakligen gjord av rött bomullstyg, med blå ärmar och axlar i kalikå, mandarinkrage och små kopparklockor som sys fast vid fållen.

### Vävning
Vävning kallas på det egna språket "tminun", vilket inkluderar vävhantverk och tygvävning. Det förra är traditionellt männens syssla, medan det senare är kvinnors syssla. Männen väver vardagsredskap med olika typer av växtmaterial, bland annat bambu, Rhipogonum scandens (en typ av enhjärtbladig växt) och ramiegarn. Traditionella redskap som tillverkas är exempelvis ryggkorgar, nätpåsar, klädkorgar, fisknät, fiskburar, fiskkorgar och cirkulära siktar. Kvinnor väver vanligtvis med färgat ramiegarn. Av tygerna gör de kläder, accessoarer och lakan. Vanliga färger inkluderar grönt, rött, gult, svart och vitt.

## Historia
Enligt seediqs egna traditionella historia kommer de från Pusu Qhuni/RmdaxTasil (den centrala bergskedjan), numera känd som Mudanyan. De bosatte sig sedan i Deluwan (Truwan, kallad Plngebung av toda, belägen i Hezuobyn i Ren’ai, Nantou).De spred sig sedan under 1700-talet och delades upp i olika grupper. Gruppen som migrerade till nedre Deluwan - Wushe (det bergiga området mittemot Chunyang) kallade sig tgdaya. Gruppen som migrerade till Tpwqo (Dadebuge), Kbayan (Gubayang) och Browan (Bulowan) över berget Qilai kallade sig truku. Gruppen som passerade norra toppen av berget Hehuan till Shangmeiyuan (Zhu Village) kallade sig toda.

### Konflikter med Japan
Japan tog över styret i Taiwan 1895 vilket snart ledde till konflikter med ursprungsbefolkningen inklusive seediq. Japanerna ville exploatera de naturresurser som finns i seediqs och andra ursprungsbefolkningars landområden. De inledde även ett stort vägbyggnadsprogram 1897. Detta ledde till flera konflikter och människor i urbefolkningen dödades. I en strid 1901 besegrades 670 japanska soldater. Japan svarade med att följande år, 1902, isolera Wusheområdet i den administrativa regionen Ren'ai i nordöstra Nantou. Några seediq i tgdayagruppen försökte göra motstånd samma år men sköts i Renzhiguan. Japanerna genomförde en straffexpeditiontill Zimeiyuan året efter, 1903. Mellan 1914 och 1917 genomförde japanska styrkor ett aggressivt "pacifieringsprogram" vilket resulterade i att ytterligare seediq dödades. Hövdingen Mona Rudao (1880-1930) från seediqbyn Mahebo ledde en motståndsrörelse och låg bakom flera försök att slå tillbaks.

#### Mushaincidenten 1930
Mushaincidenten (kinesiska och japanska: 霧社事件; pinyin: Wùshè Shìjiàn; Wade–Giles: Wu4-she4 Shih4-chien4; rōmaji: Musha Jiken; Pe̍h-ōe-jī: Bſ-siā Sū), - även känd som Wusheupproret och flera andra liknande namn, började i oktober 1930 och var det sista stora upproret. Som svar på långvarigt förtryck av japanska myndigheter, attackerade seediq byn Musha (även Wushe) och dödade där över 130 japaner inklusive kvinnor och barn. Som svar dödade japanerna över 600 seediq som vedergällning.

## Seediq i populärkultur
Seediq var framträdande i den taiwanesiska historiska dramafilmen Seediq Bale från 2011 som skildrade Muchaincidenten. Även tidigare har händelsen återgetts på film, bland annat i filmen 青山碧血 Qing Shan bi xue från 1957 och i tv-produktionen Dana Sakura från 2003.
Inom musik har det taiwanesiska extremmetalbandet Chthonic adresserat konflikterna mellan ursprungsbefolkningen och Japan på albumen Seediq Bale (2007) och Takasago Arm (2011) genom fiktionaliserade berättelser.

## Seediq idag
Under 2000-talet har seediq arbetat aktivt för att revitalisera sin kultur och sin historia och för att fler ska få kunskap om deras traditioner. De arbetar aktivt med flera museer i världen som har samlingar från seediq. I Sverige har detta märkts genom ett samarbete med Etnografiska museet, Stockholm, ett samarbete som 2023 resulterade i utställningen "We are Seediq". Det finns framför allt tre samlingar i Etnografiska museet som innehåller föremål från seediq, samling 1909.21 som kommer från det tyska handelshuset Umlauff, 1910.05 från diplomaten Folke Cronholm och 1959.30 från Högre Allmänna Läroverket å Östermalm (Östra Real).